# 昆图斯·凯基利乌斯·梅特卢斯·巴勒阿里库斯

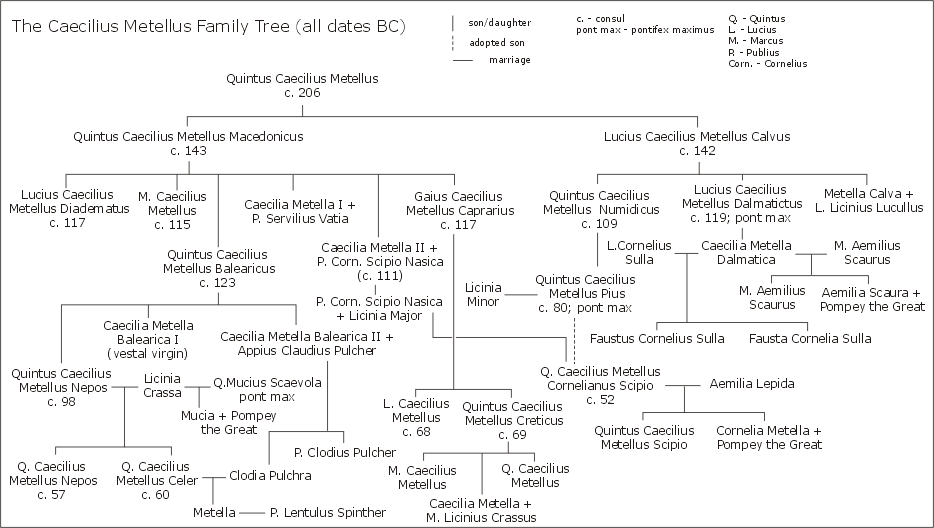
昆圖斯·凱基利烏斯·梅特盧斯·巴勒阿里庫斯的家族樹

昆图斯·凯基利乌斯·梅特卢斯·巴勒阿里库斯（拉丁語：Quintus Caecilius Metellus Balearicus，前170年—？）是罗马共和国的政治人物与将领，并当选为前123年的罗马执政官。

## 生涯
昆图斯·凯基利乌斯·梅特卢斯是前143年执政官昆圖斯·凱基利烏斯·梅特盧斯·馬其頓尼庫斯最年长的儿子，来自于平民家族凱基利亞。据怀疑他于前143年至前142年间于近西班牙在其父亲麾下供职。前126年，他被选为裁判官，此后在前123年与提图斯·昆克提乌斯·弗拉米尼努斯一起当选为执政官。在其执政期间，被授予打击巴利阿里群岛海盗的指挥官职务。他持续作战到了前122年，执政官生涯结束，并获得了资深执政官大权。
到了前121年，他击败海盗并征服了巴利阿里群岛的大巴利阿里岛和小巴利阿里岛，因此获得了“巴勒阿里库斯（Balearicus）”这一家族名以及一场凯旋式。得胜之后，他建立了帕尔马与波伦提亚两个殖民地并派遣3000名来自伊比利亚的罗马人定居。他被指派为監察官，在此期间他可能与自己的另一位监察官同僚重新任命普布利乌斯·科奈里乌斯·伦图卢斯（Publius Cornelius Lentulus）为首席元老。

## 家族
他的儿女有：
- 昆图斯·凯基利乌斯·梅特卢斯·尼波斯（英语：Quintus Caecilius Metellus Nepos）
- 凯基利娅·梅特拉（英语：Caecilia Metella (priestess)），女神朱諾的]維斯塔貞女与女祭司
- 凯基利娅·梅特拉（英语：Caecilia Metella Balearica），阿庇乌斯·克劳狄乌斯·普尔克尔（英语：Appius Claudius Pulcher (praetor 88 BC)）的妻子[注 1]